# Ro67-7476
Ro67-7476 je agonist glutamatnog receptora.